# دوري أمريكا الشمالية 2017
دوري أمريكا الشمالية 2017 (بالإنجليزية: 2017 North American Soccer League season)‏ هو الموسم 7 من دوري أمريكا الشمالية. أشرف على تنظيمه دوري أمريكا الشمالية، وكان عدد الأندية المشاركة فيه 8، وفاز فيه San Francisco Deltas ‏.